# Танимбарцы
Танимбарцы, группа народов (ларатцы, ямдемцы, селаруанцы, селваса (макатиан)), населяющих острова Танимбар в Восточной Индонезии. Общая численность 100 тысяч человек. Говорят на языках фордата (лараш), ямдена, селару, селваса центральноавстронезийской группы австронезийской семьи. Исповедуют католичество и протестантство. До сих пор существуют дохристианские верования (Антипов, 1961: 202).

## Быт
Занимаются ручным земледелием (ямс, таро, батат, маниок, бананы), рыболовством и морскими промыслами (ловля трепангов и черепах). Развито ткацкое ремёсло, а также изготовление украшений из слоновой кости.
Традиционные поселения — рядовой планировки, располагались на скалистых мысах, были обнесены стенами из кораллов. В центре располагалась культовая площадка. Типичное жилище - каркасно-столбовая постройка, на высоких сваях, с седлообразной крышей, спускавшейся почти до земли, рассчитаноная на большую семью(Членов, 1999: 565).
Традиционная одежда танимбарцев— набедренная повязка у мужчин и короткий саронг у женщин. Мужчины также носят обрядовый головной убор из пальмовых листьев с перьями (Членов, 1999: 565).

## Семья
Традиционная сельская община состоит из отцовско-родовых и территориальных сегментов. Кастово-сословное деление выражено слабо. Брачная система строится по правилам трёхродового союза, обязателен матрилатеральный кросскузенный брак (Кашмадзе, 1987: 179).